# Пейо
Пейо (итал. Peio) — коммуна в Италии, располагается в провинции Тренто области Трентино-Альто-Адидже.
Население составляет 1845 человек, плотность населения составляет 12 чел./км². Занимает площадь 160 км². Почтовый индекс — 38020. Телефонный код — 0463.
Покровителями коммуны почитаются святые апостолы Филипп и Иаков, празднование 11 мая.